# Quesques
Quesques település Franciaországban, Pas-de-Calais megyében. Lakosainak száma 722 fő (2022. január 1.). Quesques Escœuilles, Alquines, Brunembert, Coulomby, Lottinghen, Selles és Seninghem községekkel határos.

## Népesség
A település népességének változása:
| Lakosok száma | 617  | 650  | 670  | 676  | 681  | 691  | 701  | 712  | 722  |
|               | 2013 | 2015 | 2016 | 2017 | 2018 | 2019 | 2020 | 2021 | 2022 |